# Arnold Schwartz
Arnold Bernhard Schwartz (Sakskøbing, 11 de marzo de 1901-Maribo, 24 de diciembre de 1975) fue un deportista danés que compitió en remo. Ganó una medalla de bronce en el Campeonato Europeo de Remo de 1930, en la prueba de scull individual.

## Palmarés internacional
| Campeonato Europeo | Campeonato Europeo | Campeonato Europeo | Campeonato Europeo |
| Año                | Lugar              | Medalla            | Prueba             |
| ------------------ | ------------------ | ------------------ | ------------------ |
| 1930               | Lieja (Bélgica)    | Medalla de bronce  | Scull individual   |